# Photostomias
Photostomias ist eine Gattung von Tiefseefischen aus der Familie Stomiidae. Photostomias-Arten leben weltweit in allen Ozeanen, vor allem im Mesopelagial, wurden aber auch schon in Tiefen von bis zu 4000 Metern gefangen. Sie ernähren sich vor allem von Laternenfischen (Myctophidae).

## Merkmale
Photostomias-Arten haben einen schwarzen, langgestreckten, sich nach hinten verjüngenden Körper, der eine Länge von 10 bis 17 Zentimetern erreichen kann. Rücken- und Afterflosse befinden sich weit hinten, kurz vor der kleinen Schwanzflosse. Ausgewachsenen Fischen fehlen die Brustflossen. Die Bauchflossen sind lang ausgezogen. Am Unterkiefer tragen Photostomias-Arten im Unterschied zu den meisten anderen Arten aus der Familie Stomiidae keine Bartel. Zwischen den Unterkieferästen befindet sich keine Mundbodenhaut.
Flossenformel: Dorsale 22–31, Anale 26–32.

## Arten

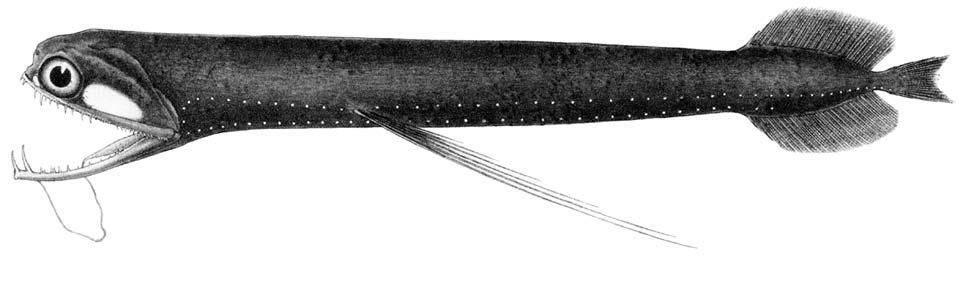
Photostomias atrox

- Photostomias atrox (Alcock, 1890)
- Photostomias goodyeari Kenaley & Hartel, 2005
- Photostomias guernei Collett, 1889
- Photostomias liemi Kenaley, 2009
- Photostomias lucingens Kenaley, 2009
- Photostomias tantillux Kenaley, 2009

Die Arten unterscheiden sich unter anderem in der Anzahl ihrer Leuchtorgane.